# Os blau del Tibet
L'os blau del Tibet (Ursus arctos pruinosus) és una subespècie de l'os bru (Ursus arctos) que es troba al vessant oriental de l'altiplà del Tibet. El seu nom ve donat per les tonalitats blavoses que a voltes es pot reconèixer en el seu pelatge fosc. També se'l coneix com a os blau de l'Himàlaia o os cavall. En tibetà,se l'anomena Dom gyamuk. No se la de confondre amb altres úrsids que es troben per aquestes contrades, com són l'os del tibet o os negre asiàtic (Ursus thibetanus) o una altra subespècie veïna: l'os bru de l'Himàlaia.
És una de les subespècies més rares i menys estudiades d'os bru del món i també de les més difícils d'albirar en estat salvatge. L'os blau és conegut a occident sobretot per un petit nombre de pells i mostres òssies. Va ser descrit per Blyth el 1854.

## Distribució i hàbitat
Històricament l'os blau es distribuïa per la zona muntanyosa de l'altiplà del Tibet oriental (entre 4.500 a 5.000 metres d'altitud), a l'oest de la Xina, al Nepal i ocasionalment a Bhutan. Actualment es limita a l'est del Tibet i a Bhutan. El 2013 es va informar d'un albirament a l'altiplà nord, prop de la frontera històrica entre el Tibet i la Xina. El juny de 2019, es va fer un altre albirament confirmat en una remota vall de l'est del Tibet.
Viu en regions muntanyenques a gran altitud prop de la línia del bosc.
Es van equipar amb collar GPS tres ossos a la regió tibetana de Sanjiangyuan, dos mascles i una femella amb cadells. Es va poder observar que tenien unes àmplies àrea de moviment de 7.000 km² i 2.200 km² respectivament, el que suggereix connectivitat (però de baixa densitat) a les muntanyes seques i altes i als altiplans del Tibet.
És presumeix que es puguin produir albiraments en cims d'alta muntanya durant períodes d'escassedat d'aliments o en l'època del zel, quan es produeixen desplaçaments de mascles a la recerca de parella. Tanmateix, la informació disponible sobre els hàbits és limitada i la distribució de l'os blau fa que aquesta especulació sigui difícil de confirmar.

## Genètica
Les anàlisis filogenètiques han demostrat que l'os blau del Tibet està més emparentat amb els osssos siberians i els grizzliess americans que no pas amb l'os bru de l'Himàlaia. Aquest constituiria una clade diferenciat dins del llinatge de l'os bruque es va separar fa uns 680.000 anys, durant la glaciació del quaternari, mentre que els ossos bruns tibetans van divergir molt més tard.

## Població i estat de conservació

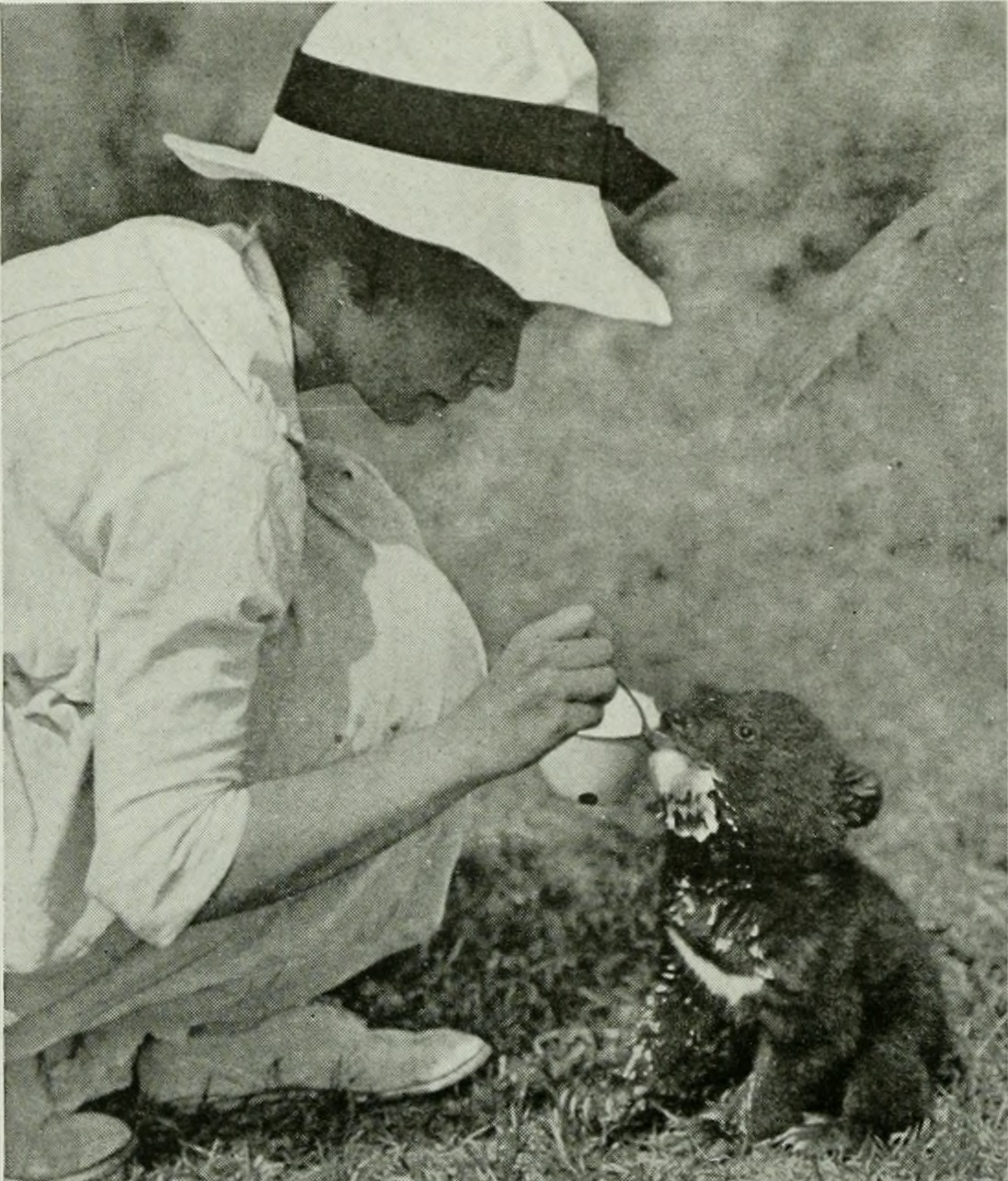
La fotògrafa Yvette Borup Andrews alimentant un ossall d'os blau del Tibet el 1917

Segons la llista vermella de la UICN, a l'oest de la Xina, s'estima que hi habitin uns sis mil ossos bruns, tot i que les dades no són confiables. Tanmateix, d'aquesta xifra s'hauria de descomptar un nombre no especificat que correspondria a la població de la subespècie veïna d'os bru de l'Himàlaia (ursus arctos isabellinus), que habita a la Regió autònoma de Xinjiang.
L'estat de conservació exacte de l'os blau és desconegut a causa de l'escassedat d'informació al respecte. Als Estats Units, la comercialització d'espècimens o productes d'os blau està prohibida per la llei d'espècies amenaçades del 1973. L'os blau també consta com a espècie protegida en l'Apèndix I del Conveni sobre el comerç internacional d'espècies en perill d'extinció (CITA). Es considera que les seves principals amenaces són l'ús de la bilis d'os per la medicina tradicional xinesa i la invasió del seu hàbitat.